# Lasioglossum aruwimiense
Lasioglossum aruwimiense är en biart som först beskrevs av Embrik Strand 1911.  Lasioglossum aruwimiense ingår i släktet smalbin, och familjen vägbin. Inga underarter finns listade i Catalogue of Life.